# Chlorodifluoromethan
Chlorodifluoromethan hay difluoromonochloromethan là một chất hydrochlorfluorcarbon (HCFC). Nó còn biết đến với mã HCFC-22, R-22, Genetron 22 hay Freon 22, và sử dụng chủ yếu trong máy điều hòa không khí.

## Tính chất vật lý
| Tính chát                                                  | Giá trị                 |
| ---------------------------------------------------------- | ----------------------- |
| Khối lượng riêng (ρ) ở -69 °C (lỏng)                       | 1,49 g.cm−3             |
| Khối lượng riêng (ρ) ở -41 °C (lỏng)                       | 1,413 g.cm−3            |
| Khối lượng riêng (ρ) ở -41 °C (khí)                        | 4,706 kg.m−3            |
| Khối lượng riêng (ρ) ở 15 °C (khí)                         | 3,66 kg.m−3             |
| Trọng lượng riêng ở 21 °C (khí)                            | 3,08 (không khí = 1)    |
| Thể tích riêng (ν) ở 21 °C (khí)                           | 0,275 m³.kg−1           |
| Khối lượng riêng (ρ) ở 15 °C (khí)                         | 3,66 kg.m−3             |
| Nhiệt điểm ba (Tt)                                         | -157,39 °C (115,76 K)   |
| Nhiệt độ tới hạn (Tc)                                      | 96,2 °C (369,3 K)       |
| Áp suất tới hạn (pc)                                       | 4,936 MPa (49,36 bar)   |
| Tỷ trọng tới hạn (ρc)                                      | 6,1 mol.l−1             |
| Nhiệt ẩn bay hơi (lv) ở nhiệt độ sôi (-40,7 °C)            | 233,95 kJ.kg−1          |
| Nhiệt dung riêng ở áp suất không đổi (Cp) ở 30 °C (86 °F)  | 0,057 kJ.mol−1.K−1      |
| Nhiệt dung riêng ở thể tích không đổi (Cv) ở 30 °C (86 °F) | 0,048 kJ.mol−1.K−1      |
| Hệ số đoạn nhiệt (γ) ở 30 °C (86 °F)                       | 1,178253                |
| Hệ số nén (Z) ở 15 °C                                      | 0,9831                  |
| Hệ số ly tâm (ω)                                           | 0,22082                 |
| Mômen lưỡng cực                                            | 1,458 D                 |
| Độ nhớt (η) ở 0 °C                                         | 12,56 µPa.s (0,1256 cP) |
| Thế giảm ozon (ODP)                                        | 0,055 (CCl3F = 1)       |
| Thế cảnh báo toàn cấu (GWP)                                | 1700 (CO2 = 1)          |

Clodifluoromethan có hai dạng thù hình: tinh thể II dưới 59 K và tinh thế I từ trên 59 K đến 115,73 K.